# Atticus Mitchell
Atticus Dean Mitchell (Toronto, 16 de mayo de 1993) es un actor canadiense conocido por su interpretación en la película y serie My Babysitter's a Vampire y en la película Bunks.

## Primeros años
Atticus nació el 16 de mayo de 1993, en Toronto, Canadá. Se graduó en Malvern Collegiate Institute, una escuela secundaria de Toronto y tiene planes para asistir a la Universidad de Ryerson. Mitchell es un baterista en una banda llamada The Fishwives. Tiene dos hermanos, Caleb y Fox.

## Falsa acusación
En el año 2022, una usuaria de la red social TikTok subió un video acusando al actor de haberse aprovechado de ella cuando era una chica menor de edad, enviándole mensajes y teniendo conversaciones con ella a través de Instagram siendo él un adulto. Esto fue desmentido ya que en un video subido posteriormente por la misma usuaria alegó que "no hubo acercamientos de índole romántica hasta que ella cumplió los 18 años de edad." O sea, la edad legal; así que la acusación fue descartada, categorizándose como difamación en contra del actor canadiense.

## Filmografía
| Año       | Título                    | Rol                        | Notas                     |
| --------- | ------------------------- | -------------------------- | ------------------------- |
| 2009-2011 | How to Be Indie           | Carlos Martinelli          | Cuatro episodios          |
| 2010      | My Babysitter's a Vampire | Benny                      |                           |
| 2010      | Living in Your Car        | Adolescente                | Apoyo                     |
| 2011–2012 | My Babysitter's a Vampire | Benny Weir                 |                           |
| 2012      | Where Do We Go From Here  | Elliot                     | Cortometraje              |
| 2012      | Radio Rebel               | Gabe                       |                           |
| 2012      | Rainbow Connection        | Matt                       | Cortometraje              |
| 2013      | Colonia V                 | Graydon                    |                           |
| 2013      | Bunks                     | Wookie                     | Apoyo                     |
| 2013      | Iris                      | Marshall                   | Cortometraje              |
| 2013      | Hard Rock Medical         | Caleb                      | Invitado, dos episodios.  |
| 2014      | Fargo                     | Mickey Hess                | Invitado, tres episodios. |
| 2014      | What We Have              | Lyes                       |                           |
| 2015      | Young Drunk Punk          | Archibald Sylvester Shinky | Trece episodios           |
| 2015      | Stonewall                 | Matt                       |                           |
| 2015      | Katie Chats               | Él mismo                   | Invitado, un episodio.    |
| 2017-2019 | Killjoys                  | Pippin Foster              | Nueve episodios           |
| 2018      | Blindsided                | Bill                       | Papel Principal           |
| 2019      | Riot Girls                | Cracker                    | Papel Secundario          |
| 2020      | New Eden                  | Travis (Voz)               | Dos episodios             |
| 2020      | The Hardy Boys            | J.B.                       | Doce episodios            |